# Zénobe Gramme

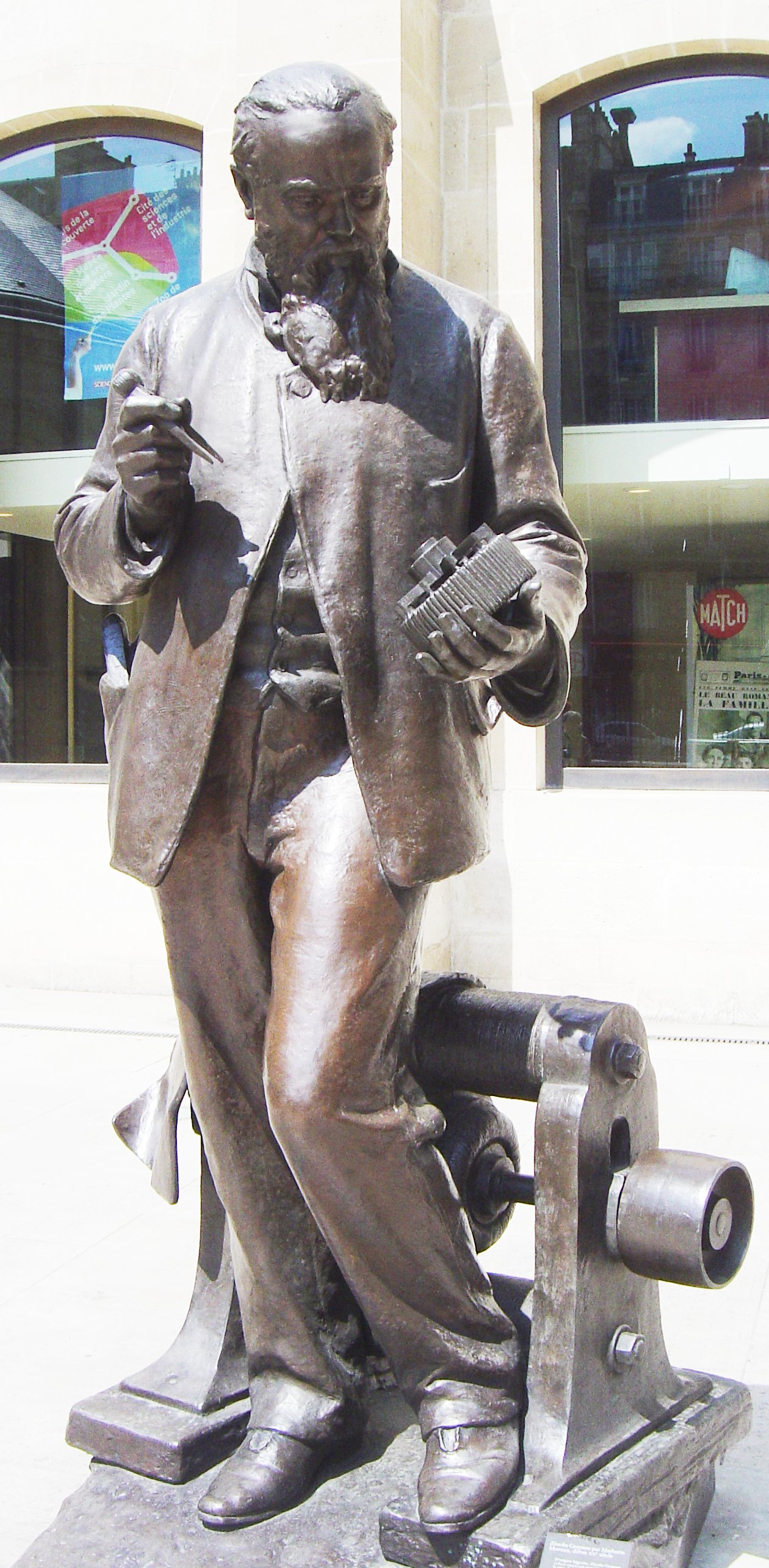
Socha Zénobe Gramme v Paříži

Zénobe Théophile Gramme (4. dubna 1826 u Lutychu – 20. ledna 1901, Bois-Colombes) byl belgický konstruktér a vynálezce.
Pracoval jako modelář v dílnách firmy ''Compagnie l´Alliance. V roce 1873 náhodně objevil první prakticky využitelný motor na stejnosměrný proud, když vodivě spojil roztočené dynamo s druhým stojícím dynamem, z něhož se tak stal napájený motor.
Elektromotor jeho konstrukce poháněl například i vzducholoď La France.